# (35963) 1999 LL11
1999 LL11 (asteroide 35963) é um asteroide da cintura principal. Possui uma excentricidade de 0.10880370 e uma inclinação de 14.45979º.
Este asteroide foi descoberto no dia 8 de junho de 1999 por LINEAR em Socorro.